# Ligue militaire (Grèce)

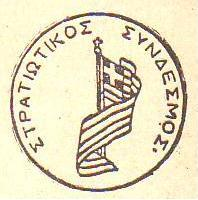
Timbre de la Ligue militaire.

La Ligue militaire (grec moderne : Στρατιωτικός Σύνδεσμος) est une société secrète créée en 1908.
La Ligue est créée en 1908 à l'initiative d'officiers subalternes comme Theodoros Pangalos, car ceux-ci se méfient des officiers supérieurs qui cependant la rejoignent très vite. Elle est dirigée par un colonel d'artillerie, Nikólaos Zorbás, alors âgé de 65 ans. Elle exige une augmentation du budget de l'armée pour laquelle elle voulait aussi une réorganisation et une meilleure instruction, sur le modèle de l'armée ottomane qui a écrasé l'armée grecque lors de la guerre dite de « trente jours » en 1897. Elle exige aussi l'éviction de l'armée des membres de la famille royale, considérés comme responsables de cette défaite.
Elle déclenche le Coup de Goudi le 28 août (15 août du calendrier julien) 1909 à partir des casernes de Goudí, dans la banlieue est d'Athènes. Elle proclame l'insurrection et envoie un mémorandum au gouvernement demandant le redressement immédiat du pays et de ses forces armées. Le roi Georges Ier cède et remplace le Premier ministre Dimítrios Rállis par Kyriakoúlis Mavromichális sans satisfaire les insurgés. Ils s'appuient alors sur une grande manifestation populaire au mois de septembre 1909. Devant l'enlisement du conflit, les insurgés font appel à un homme neuf et providentiel, Elefthérios Venizélos. Ce dernier respecte les règles démocratiques en demandant de nouvelles élections. Après la double victoire de ses partisans au parlement grec en août et en décembre 1910, Elefthérios Venizélos, devenu Premier ministre, entame la politique de réformes réclamée par la Ligue.